# Hollandia (zuivelconcern)
NV Hollandia (voluit: 'Hollandsche Fabriek van Melkproducten NV Hollandia') was een fabriek voor melkproducten en voedingsmiddelen uit de Zuid-Hollandse plaats Vlaardingen.

## Geschiedenis
In 1882 werd door Constant Hendrik Hummelinck (1843-1914) de N.V. Hollandia opgericht, waarvan hijzelf directeur werd. Een aantal jaren later begon het bedrijf winst te maken. De boeren uit de nabije omgeving brachten de melk zelf naar Hollandia. Degenen die verder woonden, lieten hun melk vervoeren per schuit naar het Delftse Veer. Daar werden de schuiten opgewacht door de met paard bespannen wagens van Hollandia.
In 1913 werd zijn zoon Marius Gerrit directeur. Hollandia omvatte 19 fabrieken, met kantoren in Londen en New York.
In 1971 werd Hollandia deel van Nestlé.

## Gebouwen
In 1899 werd door Hummelinck opdracht gegeven voor de bouw van een suikerraffinaderij aan de Koningin Wilhelminahaven. Het gebouw werd ontworpen door Pleun van den Berg (1863-1944) in een neo-renaissancistische stijl.
Het Hollandiagebouw, voormalig kantoorgebouw van het bedrijf, aan de Oosthavenkade in Vlaardingen is een rijksmonument.